# Велико-Бобрицкая волость (Сумский уезд)
Велико-Бобрицкая волость — административно-территориальная единица Сумского уезда Харьковской губернии в составе Российской империи. Административный центр — село Великий Бобрик.
В состав волости входило 859 дворов в 6-и поселениях 7-и общин.
Всего в волости проживало 2306 человек мужского пола и 2448 — женского. Крупнейшие поселения волости по состоянию на 1914 год:
- село Великий Бобрик — 4320 жителей;
- село Малый Бобрик — 1205 жителей;
- село Гребениковка — 1748 жителей.

Старшиной волости являлся Фома Дмитриевич Татаренко, волостным писарем был Михаил Карпович Курасов, председателем волостного суда — Федор Иванович Верещага.